# La Membrolle-sur-Longuenée
La Membrolle-sur-Longuenée korábbi község Franciaország Loire mente régiójában, Maine-et-Loire megyében. 2016. január 1-jén három másik korábbi községgel egyesült és Longuenée-en-Anjou új község része lett.
Lakosainak száma 2037 fő (2018. január 1.). La Membrolle-sur-Longuenée Le Plessis-Macé, La Meignanne, Saint-Clément-de-la-Place, Brain-sur-Longuenée, Grez-Neuville, Pruillé, Feneu és Montreuil-Juigné községekkel határos.

## Népesség
A település népességének változása:
| Lakosok száma | 461  | 567  | 659  | 1408 | 1453 | 1773 | 2027 | 6515 | 2043 | 2037 |
|               | 1962 | 1968 | 1975 | 1990 | 1999 | 2008 | 2013 | 2016 | 2017 | 2018 |